# 687
Раннє Середньовіччя. Триває чума Юстиніана. У Східній Римській імперії продовжується правління Юстиніана II. Більшу частину території Італії займає Лангобардське королівство, деякі області належать Візантії. Франкське королівство розділене між правителями з династії Меровінгів. Іберію займає Вестготське королівство. В Англії триває період гептархії. Авари та слов'яни утвердилися на Балканах. Центр Аварського каганату лежить у Паннонії. Існують слов'янські держави: Карантанія та Перше Болгарське царство.
Омеядський халіфат займає Аравійський півострів, Сирія, Палестина, Персія, Єгипет, частина Північної Африки. У Китаї правління продовжується династії Тан. Індія роздроблена. В Японії триває період Ямато. Хазарський каганат підпорядкував собі кочові народи на великій степовій території між Азовським морем та Аралом. Відновився Тюркський каганат.
На території лісостепової України в VII столітті виділяють пеньківську й празьку археологічні культури. У VII столітті продовжилося швидке розселення слов'ян. У Північному Причорномор'ї співіснують різні кочові племена, зокрема булгари, хозари, алани, авари, тюрки.

## Події
- Візантійський василевс Юстиніан II розірвав мир з булгарами. Його війська ввійши в землі слов'ян, але потрапили в засідку й василевс змушений був укласти нову мирну угоду.
- Мажордом Пепін Герістальський став фактичним правителем усього Франкського королівства після того, як завдав поразки королю Нейстрії Теодоріху III.
- Вестготське королівство очолив Егіка.
- Тюрки вчинили новий рейд в північний Китай.
- Розпочався понтифікат Сергія I. Вибори проходили в складній обстановці, з'явилися антипапи Пасхалій та Теодор.
- Почалося спорудження Купола Скелі в Єрусалимі.